# Alain Fournier (matemático)
Esta página es sobre el académico en el campo de computación gráfica. Para el autor francés, ver Alain Fournier.
Alain Fournier (1943–2000) fue un investigador en el campo de computación gráfica.
Fournier realizó contribuciones al campo de la computación gráfica estudiando el modelado de fenómenos naturales. Propuso una metodología donde se realiza la validación de las simulaciones comparándolas con imágenes de fenómenos reales, que denominó gráficos impresionistas, que supuso una revolución en el sector. Un ejemplo es su artículo sobre modelado de olas marinas. Otros trabajos posteriores trataron los temas de modelos de iluminación y sombreado, transporte de luz, renderización y muestreo y filtrado.
En reconocimiento a su aportación al mundo de la computación gráfica:
- El congreso Siggraph del año 2001 dedicó sus actas a Fournier.
- Desde el año 2006, existe un premio Alain Fournier para la mejor tesis doctoral del campo de computación gráfica publicada en Canadá.